# 青木まゆこ
青木 まゆこ（あおき まゆこ、1975年12月17日 - ）は、日本の女優、声優。旧名、青木 麻由子（読み同じ）。高知県出身。

## 人物
趣味は小物集め。香港映画が好きで広東語を勉強しており、梁 朝偉（トニー・レオン）が大好き。好きな食べ物と飲み物は、うどん、魚、コーヒー、桃。
以前はNHKプロモーションに所属しており、1997年に連続テレビ小説『あぐり』のかよ役で女優デビューした。『ファイナルファンタジーX』のユウナ役の声優を務め、同作関連本の写真では、ユウナと同じネックレスをつけている姿がよく掲載されていた。
2006年暮れから活動を休止し、2011年3月3日発売の『ディシディア デュオデシム ファイナルファンタジー』でユウナ役としての出演が決まり、「青木まゆこ」名義で5年ぶりにユウナ役として声優を務める。

## 出演
太字はメインキャラクター。

### テレビドラマ
- 連続テレビ小説 あぐり（1997年、NHK） - かよ 役
- 火曜サスペンス劇場「父と娘の真実」（2002年12月3日、日本テレビ系）
- ハコイリムスメ!（2003年、フジテレビ系）
- 土曜ワイド劇場 はみだし弁護士・巽志郎（朝日放送系）
  - 7（2003年4月19日）
  - 9（2005年9月17日）
  - 10（2006年8月19日）
- 新・天までとどけ5（2004年、TBS系）
- 日曜劇場 夫婦。（2004年、TBS系） - 梶川由香里 役
- 日曜劇場 恋の時間（2005年、TBS系） - 広田恵子 役
- 月曜ミステリー劇場 真相（2005年5月2日） - 社員 役
- 月曜ミステリー劇場 音（2005年5月30日） - 看護師 役
- こちら本池上署5（2005年、TBS系） - 星直美 役
- 特選サスペンス ザ・ボディーガード（2005年10月18日、日本テレビ系） - 上村志穂 役
- 土曜ワイド劇場 京都南署鑑識ファイル2（2005年12月10日、テレビ朝日系）
- 日曜劇場 おいしいプロポーズ（2006年、TBS系） - 桂木コンツェルン受付嬢 役

### 映画
- 真夜中まで（2001年8月4日） - スタンド・イン、その他の人々
- 光の雨（2001年12月8日） - 出版社社員 役

### テレビアニメ
2002年
- アクエリアンエイジ Sign for Evolution（山王依子）

### OVA
2002年
- ファイナルファンタジーX INTERNATIONAL 付属DVD-VIDEO『永遠のナギ節』（ユウナ）

2005年
- LAST ORDER FINAL FANTASY VII（タークス）

### ゲーム
2001年
- ファイナルファンタジーX（ユウナ[2]）

2002年
- キングダム ハーツ（セルフィ）

2003年
- ファイナルファンタジーX-2（ユウナ）

2004年
- ファイナルファンタジーX-2 INTERNATIONAL+LAST MISSION（ユウナ）
- フリフオンライン

2005年
- キングダム ハーツII（セルフィ、ユウナ）

2011年
- ディシディア デュオデシム ファイナルファンタジー（ユウナ[3]）
- ファイナルファンタジー零式（セブン[4]）

2016年
- ワールド オブ ファイナルファンタジー（ユウナ[5]）

2017年
- ディシディア ファイナルファンタジー オペラオムニア（ユウナ[6]、セルフィ、セブン）
- いただきストリート ドラゴンクエスト&ファイナルファンタジー 30th ANNIVERSARY（ユウナ[7]）

### 吹き替え

#### 洋画
- バーナビー警部（カリー・バーナビー）

### モーションアクター
- ファイナルファンタジーVIII（1999年2月11日、PS） - リノア・ハーティリー、イデア、三つ編みの図書委員 役
- ファイナルファンタジーIX（2000年7月7日、PS） - ガーネット 役
- ファイナルファンタジーX（2001年7月19日、PS2） - ユウナ 役
- ファイナルファンタジーX INTERNATIONAL 付属DVD-VIDEO『永遠のナギ節』（2002年1月31日） - ユウナ 役
- ファイナルファンタジーX-2（2003年3月13日、PS2） - ユウナ 役
- ファイナルファンタジーX-2 INTERNATIONAL+LAST MISSION（2004年2月19日、PS2） - ユウナ 役
- FINAL FANTASY VII ADVENT CHILDREN（2005年9月14日）

### CD
- ファイナルファンタジーX オリジナルサウンドトラック（20.「思い出してください」）
- feel/Go dream:Yuna&Tidus(feel:Yuna)
- 20020220 music from FINAL FANTASY（MC&ダイジェスト映像）
- FINAL FANTASY X VOCAL COLLECTION
- FINAL FANTASY X-2 VOCAL COLLECTION/YUNA（1.君へ。）

### DVD
- ファミ通WaveDVD 2003.7月号 『FFX-2』クイズ「真のリーダーは誰だ！」前編
- ファミ通WaveDVD 2003.8月号 『FFX-2』クイズ「真のリーダーは誰だ！」後編
- ファミ通WaveDVD 2004.3月号 『FFX-2クイズ ユ・リ・パ ラストバトル』「真のヒロインは誰だ!?」（第1回）
- ファミ通WaveDVD 2004.4月号 『FFX-2クイズ ユ・リ・パ ラストバトル』「真のヒロインは誰だ!?」（第2回）
- ファミ通WaveDVD 2004.5月号 『FFX-2クイズ ユ・リ・パ ラストバトル』「真のヒロインは誰だ!?」（第3回）
- ファミ通WaveDVD 2004.6月号 『FFX-2クイズ ユ・リ・パ ラストバトル』「真のヒロインは誰だ!?」（オフショット集）
- ファミ通WaveDVD 2005.3月号 「豊口の間」ゲスト出演

### CM
- FINAL FANTASY X INTERNATIONAL - ユウナ 役
- 出光カードまいどプラス〜余計なカード編〜 - 店員 役